# Yauyos (distrito de Jauja)
O distrito peruano de Yauyos é um dos 33 distritos da província de Jauja no Departamento de Junin, e pertence à Região Junín, Peru.

## Transporte
O distrito de Yauyos não é servido pelo sistema de estradas terrestres do Peru.